# تپه کلهلی
تپه کلهلی مربوط به عصر مفرغ - هزاره اول قبل از میلاد است و در شهرستان میانه، بخش کندوان، دهستان تیرچای، ۱ کیلومتری شمال شرقی روستای ماهی آباد واقع شده و این اثر در تاریخ ۷ خرداد ۱۳۸۷ با شمارهٔ ثبت ۲۲۸۵۷ به‌عنوان یکی از آثار ملی ایران به ثبت رسیده است.